# Lamprosema memoralis
Lamprosema memoralis là một loài bướm đêm trong họ Crambidae.